# Calmar (Kanada)
Calmar – miasto w Kanadzie w Albercie. Położone niedaleko Edmonton. Mieszka tam około 2 000 mieszkańców.